# Áno Poróia
Áno Poróia, en grec moderne : Άνω Πορόια, est un village du dème de Sindikí , district régional de Serrès, en Macédoine-Centrale, Grèce.
Selon le recensement de 2011, la population du village s'élève à 965 habitants.